# Tyla Yaweh

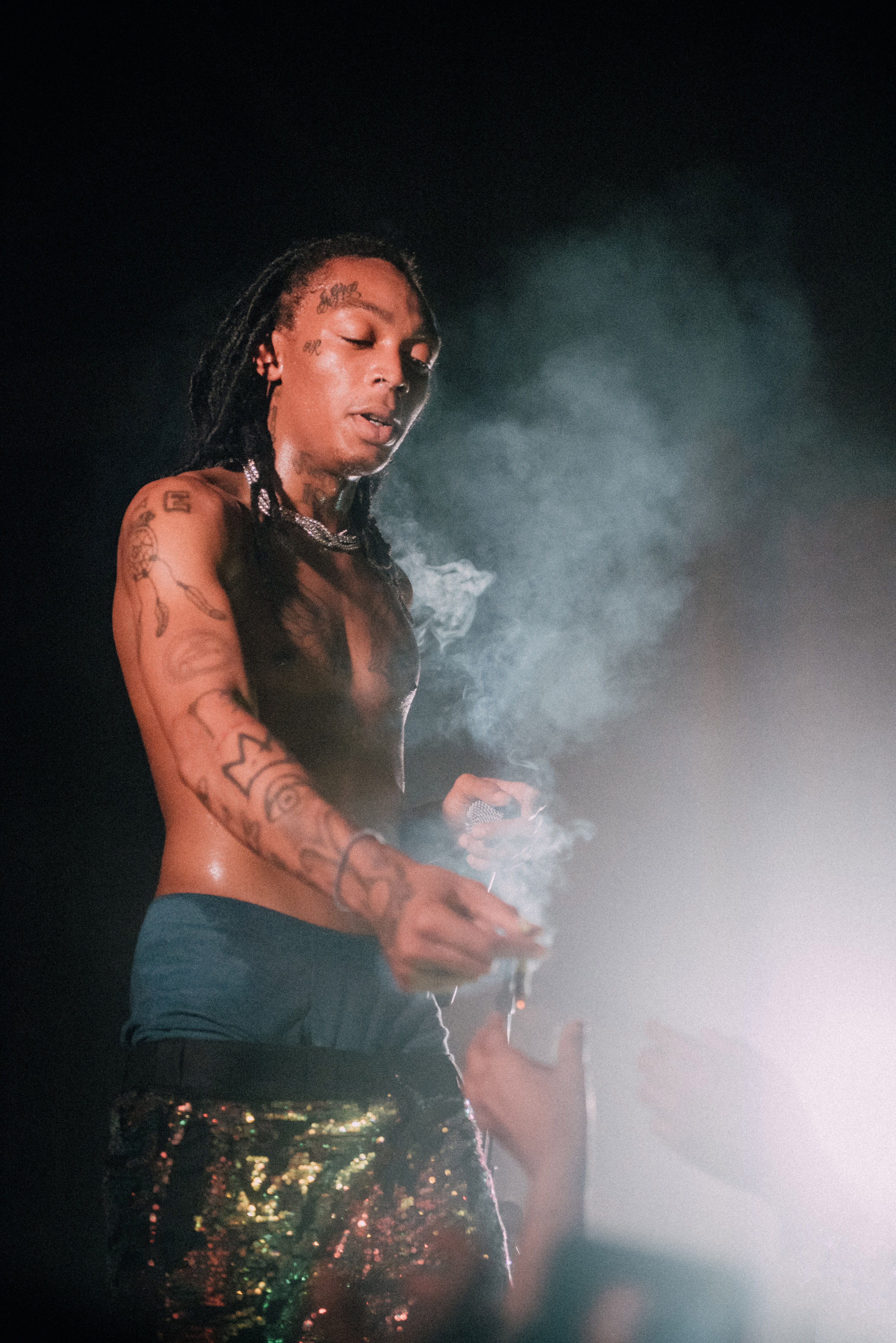
Tyla Yaweh, 2018

Tyla Yaweh (bürgerlich Tyler Jamal Brown, * 31. Mai 1995 in Altamonte Springs, Florida) ist ein US-amerikanischer Sänger und Rapper. Bekannt wurde er durch Songs wie She Bad, High Right Now oder Who Shot Johnny?

## Leben
Laut eigener Aussage verdiente Yaweh sein Geld in der Jugend mit dem Verkauf von Drogen. Als Yawehs Mutter von dem Verkauf der Drogen erfuhr, warf diese ihn auf die Straße. Der junge Yaweh ging daraufhin mit einem Freund nach Los Angeles. Dort hatte er am Anfang eine schwierige Zeit ohne festen Wohnsitz. Der Rapper Post Malone wurde auf Yaweh aufmerksam und unterstützte ihn. Dank Malone und Juice Wrld konnte Yaweh zusammen mit XXXTentacion im Jahre 2017 auf dessen Revenge Tour gehen. Seither hatten auch seine Lieder Erfolg. Mit Songs wie This Is How I Wanna Live My Life, Drugs & Pain oder HotBoyZ (feat. Ski Mask the Slump God) erreichte er mehrere Millionen Klicks auf diversen Streamingplattformen.
Im Jahr 2019 tourte er als Gast zusammen mit Post Malone durch Europa, Südamerika und Australien. Sein Song High Right Now erhielt 2020 in den USA eine Goldene Schallplatte.
Yaweh ist bei den Labels Epic Records und London Entertainment unter Vertrag.

## Diskografie

### Alben
- 2019: Heart Full of Rage

### Singles
- 2017: Drugs and Pain
- 2018: Gemini
- 2018: She Bad
- 2019: I Think I Luv Her (feat. YG)
- 2019: Understand Me
- 2020: High Right Now (CH: Gold, US: Platin)
- 2020: High Right Now (Remix) (feat. Wiz Khalifa)
- 2020: Tommy Lee (feat. Post Malone)
- 2020: Stuntin’ on You (feat. DaBaby, US: Gold)
- 2020: All the Smoke (feat. Gunna & Wiz Khalifa)

## Auszeichnungen für Musikverkäufe
| Goldene Schallplatte - Neuseeland - 2023: für die Single Stuntin’ on You | Platin-Schallplatte - Kanada - 2022: für die Single Tommy Lee |

Anmerkung: Auszeichnungen in Ländern aus den Charttabellen bzw. Chartboxen sind in ebendiesen zu finden.
| Land/RegionAuszeichnungen für Musikverkäufe (Land/Region, Auszeichnungen, Verkäufe, Quellen) | Gold     | Platin     | Verkäufe  | Quellen          |
| -------------------------------------------------------------------------------------------- | -------- | ---------- | --------- | ---------------- |
| Kanada (MC)                                                                                  | —        | Platin1    | 80.000    | musiccanada.com  |
| Neuseeland (RMNZ)                                                                            | Gold1    | —          | 15.000    | radioscope.co.nz |
| Schweiz (IFPI)                                                                               | Gold1    | —          | 10.000    | musikwoche.de    |
| Vereinigte Staaten (RIAA)                                                                    | Gold1    | 2× Platin2 | 2.500.000 | riaa.com         |
| Insgesamt                                                                                    | 3× Gold3 | 3× Platin3 |           |                  |